# Burg Helfenberg (Gossau)
Die Burg Helfenberg ist eine Burgruine in der Gemeinde Gossau im Schweizer Kanton St. Gallen.

## Lage

Historisches Luftbild des Stausees im Glatt-Tobel bei der Ruine Helfenberg von Walter Mittelholzer von 1932

Die Burg befand sich oberhalb eines Steilhanges am nördlichen Ufer des Flusses Glatt, südlich vom Biotop Espel an der Bahnlinie zwischen Flawil und Gossau, unweit von Glattschlucht Kolumbanshöhle. Sichtbar sind einige konservierte Mauerreste.

## Geschichte
Die Burg wurde vermutlich in der ersten Hälfte des 13. Jahrhunderts errichtet. Sie war ein Wohnsitz der Familie der Gielen von Glattbrugg. Im Jahr 1244 war die Burg Teil der Stiftung des Ritters Rudolf Giel von Glattbrugg für das Kloster Magdenau. Die Familie bewirtschaftete die Burg aber – wohl als Lehen – weiter, 1341 wurde die Burg von der Familie wiederaufgebaut. Für Ritter Rudolf II. Giel von Glattbrugg 1244, der das Kloster Magdenau gründet hatte, war das Gut, auf welchem einst der Vorgängerbau, das «castrum Helfinberc» gestanden hatte, Teil seiner Stiftung. Offenbar war die Burg damals schon baufällig gewesen. Von 1341 bis 1388 ist eine Seitenlinie der Adligen bezeugt, die sich «Giel von Helfenberg» nannte. In jener Zeit, spätestens um 1388, übertrugen die Gielen die Burg der Abtei St. Gallen.
Das Reichskloster liess Helfenberg fortan durch Dienstleute verwalten. 1401 wurde sie von den umliegenden Bauern belagert, dies führte letztlich zum Appenzellerkrieg, in welchem die Burg 1407 von den aufrührerischen Bauern zerstört wurde. Die Anlage zerfiel und rutschte anschliessend, bei Hangrutschungen, zu grossen Teilen in das Tobel der Glatt ab.
Eine erste Ausgrabungskampagne erfolgte in den Jahren 1935 bis 1937. 1939 wurde die Ruine durch die Genossenschaft Oberberg in Gossau gekauft. Die verbliebenen Mauern wurden 1964/1965 gesichert und konserviert. Die jüngsten Sanierungsarbeiten fanden 2010 statt.
Aus den heute noch sichtbaren Resten der Anlage lassen sich nur wenige Rückschlüsse auf deren einstiges Aussehen ziehen. Erhalten geblieben ist ein Teil des Berings mit den Grundmauern eines kleinen Gebäudes, das als Zwinger gedeutet werden könnte. Beim gegen die Schlucht hin gerichteten Teil der Ruine dürfte es sich um den Rest eines Wohnturms mit unregelmässigem Grundriss handeln.

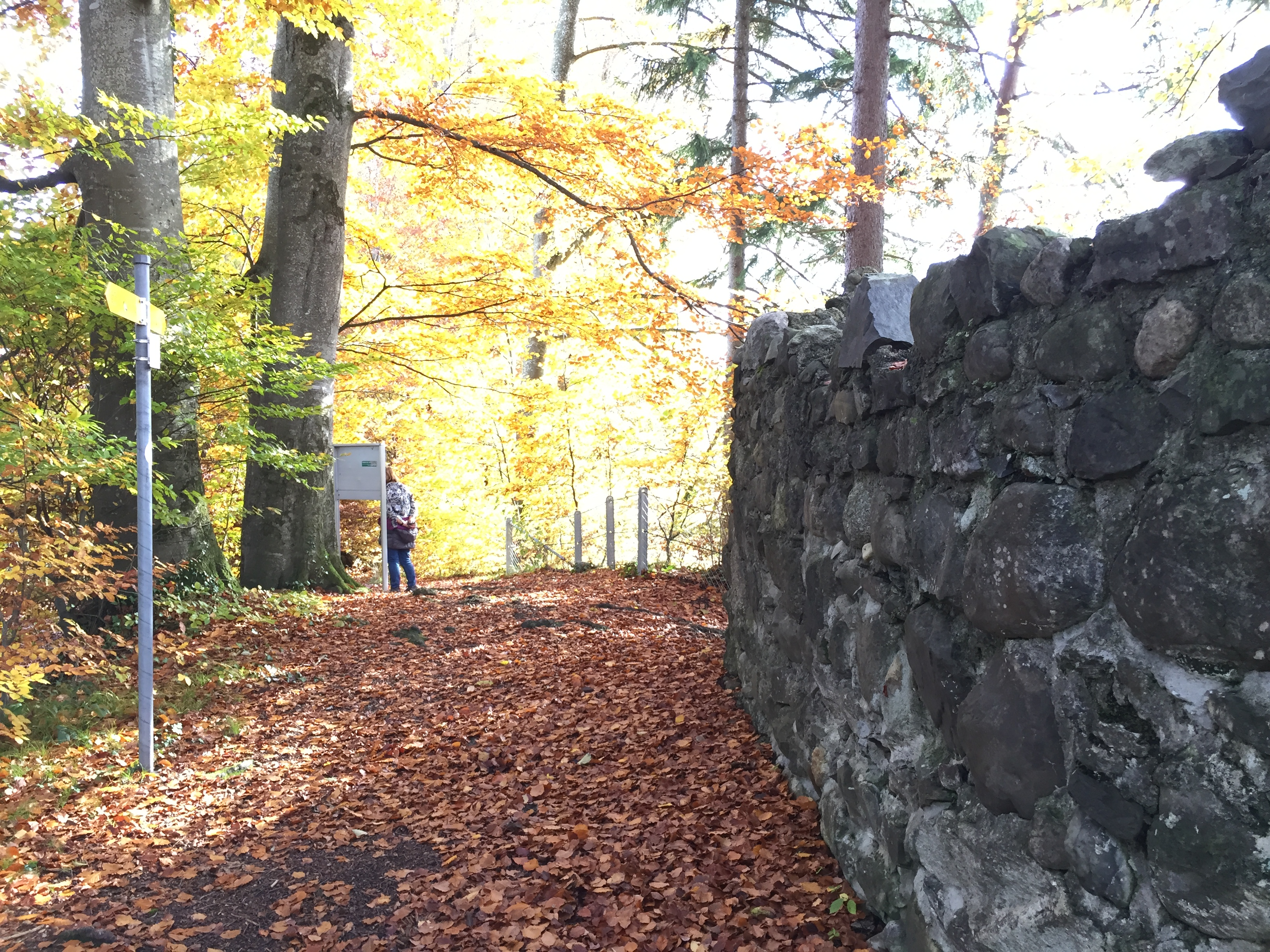
Burgruine Helfenberg bei Gossau SG
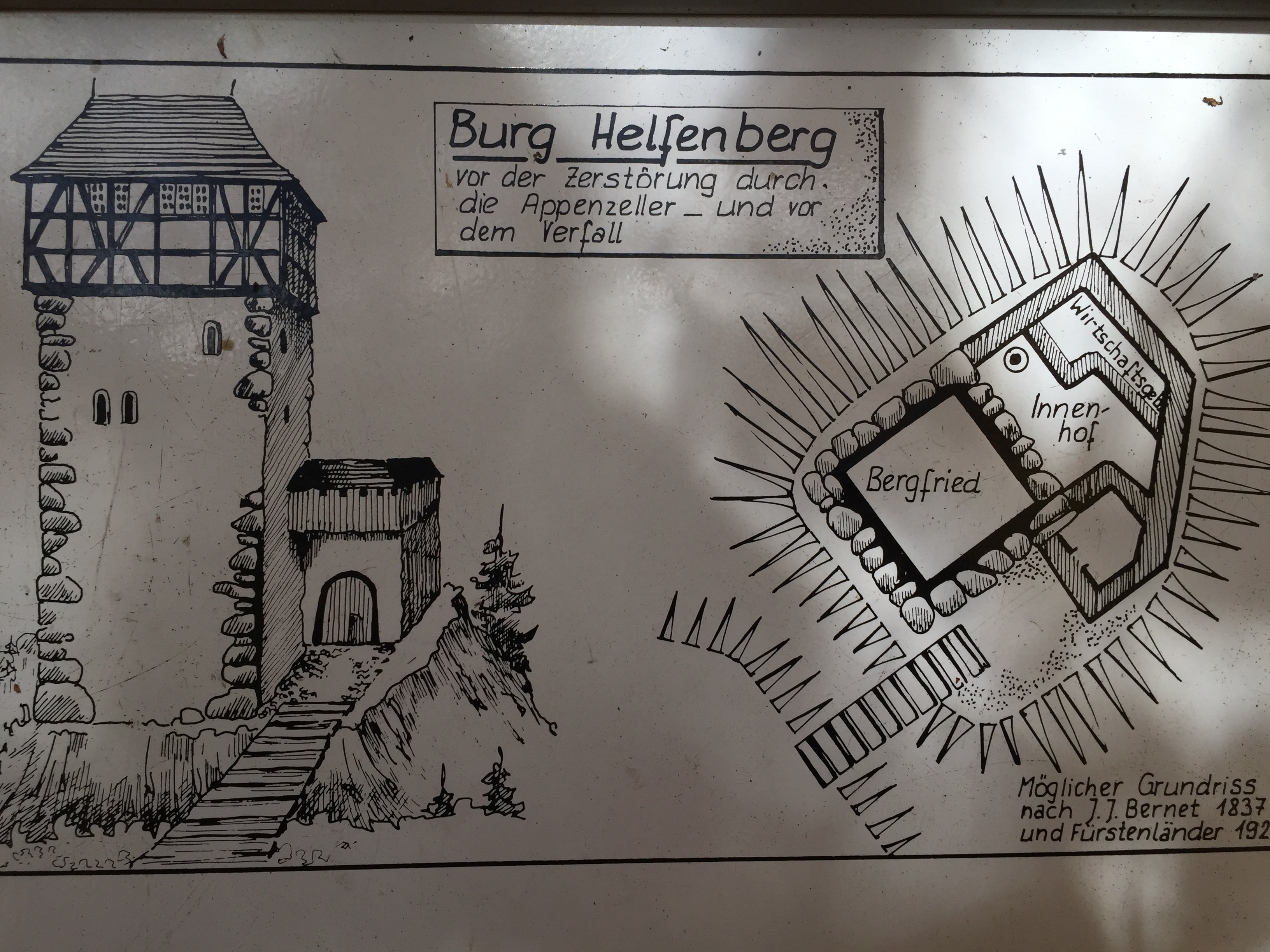
Beschreibungstafel mit Bildern der Burgruine Helfenberg SG, Hörige des Klosters Magdenau
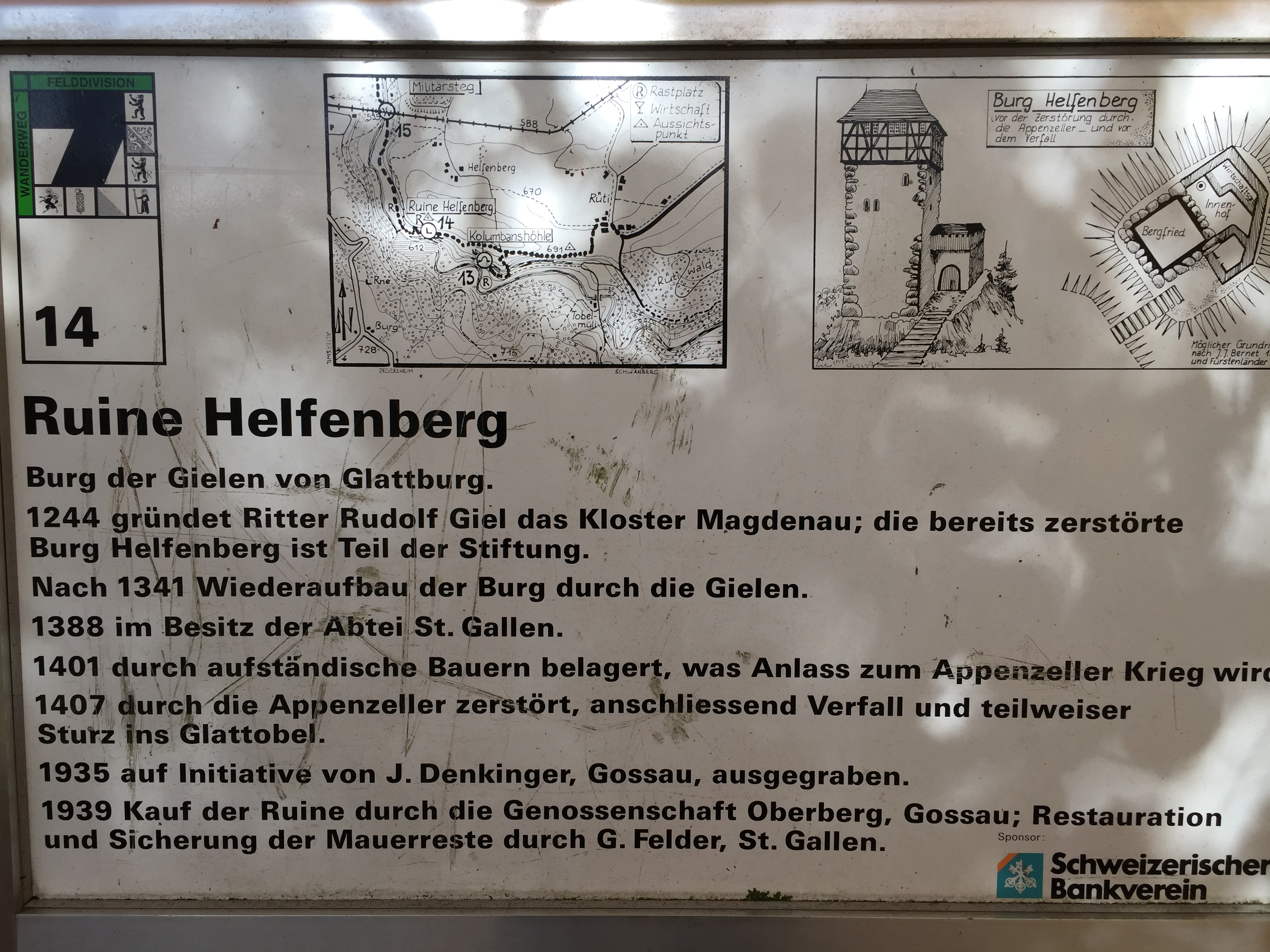
Beschreibungstafel mit Infos zur Burgruine Helfenberg SG